# Tomasz Arciszewski
Tomasz Arciszewski Arciszewski (Sierzchowy, 4 novembre 1877 – Londra, 20 novembre 1955) è stato un politico polacco, membro del partito socialista e primo ministro del governo in esilio della Polonia dal 1944 al 1947.

## Biografia
Dopo aver aderito al Partito Socialista Polacco nel 1896, due anni dopo sarà costretto a fuggire prima a Londra e poi a Brema per aver organizzato degli scioperi. Nell'agosto 1900 tornò in patria dove venne arrestato dalla polizia zarista.
Rilasciato nel 1903, Arciszewski divenne uno dei membri del partito socialista più attivo nelle aree povere della Polonia: Częstochowa, Piotrków e nella regione di Podlachia.
Nel 1904 aderì all’Organizacja Bojowa, una sezione rivoluzionaria del partito socialista che si batteva per l'indipendenza della Polonia. Arciszewski si trasferì a Varsavia dove organizzò una serie di attentati contro alti funzionari russi; prese anche parte al raid di Bezdany, nei pressi di Vilnius, dove la sua unità espropriò circa 200.000 rubli.
Nell'agosto 1914 aderì alle legioni polacche e combatté nella prima guerra mondiale. Dopo la proclamazione del Regno di Polonia da parte degli Imperi centrali con la legge del 5 novembre, Arciszewski entrò nel consiglio cittadino di Varsavia e fondò alcuni sindacati e giornali.
Dopo la sconfitta della Germania e dell'Austria-Ungheria, venne nominato ministro del Lavoro e degli affari sociali nel governo provvisorio di Ignacy Daszyński. In seguito fu anche membro del governo di Jędrzej Moraczewski come ministro delle Poste e telecomunicazioni fino al 16 gennaio 1919. Subito dopo venne eletto nel Sejm (la Camera bassa del Parlamento polacco).
Durante la guerra tra Polonia e Urss organizzò varie unità di volontari e si impegnò nel sabotaggio delle linee russe. Nel 1922 venne rieletto in Parlamento e mantenne la carica di deputato fino al 1935.
Dopo lo scoppio della seconda guerra mondiale, Arciszewski prese parte alla difesa di Varsavia e anche dopo che Germania e Urss ebbero occupato il Paese continuò la sua battaglia di resistenza fondando assieme a Kazimierz Pużak il Partito socialista polacco – Libertà, Uguaglianza, Indipendenza. Successivamente entrò nel Consiglio d'unità nazionale, una sorta di Parlamento dello Stato segreto polacco, presieduto da Jan Stanisław Jankowski.
Dopo il fallimento della rivolta di Varsavia, Arciszewski fuggì via Cairo a Londra. Qui, il 7 agosto 1944, sostituì Władysław Raczkiewicz.
Particolarmente critico nei confronti dell'Unione Sovietica e dei tentativi di compromesso tra Stalin e Stanisław Mikołajczyk, cercò di convincere gli Alleati (in particolare Winston Churchill) di aiutare gli sforzi dei polacchi contro i nazisti e contro i tentativi sovietici di conquistare il Paese.
Dopo le dimissioni di Mikołajczyk, il 29 novembre 1944 divenne primo ministro mantenendo per sé anche la carica di ministro del Lavoro